# Edvin Paulsen
Edvin Paulsen (Oslo, 3 dicembre 1889 – Oslo, 13 marzo 1963) è stato un ginnasta norvegese.

## Palmarès

### Olimpiadi
- 1 medaglia:
  - 1 bronzo (Stoccolma 1912 nel concorso svedese a squadre)